# Frătăuții Noi
Frătăuții Noi là một xã thuộc hạt Suceava, România. Dân số thời điểm năm 2002 là 5545 người.